# قرقف لازوردي
قرقف لازوردي (الاسم العلمي: Parus  cyanus) (بالإنجليزية: Azure  Tit)‏ هو طائر ينتمي إلى (فصيلة: Paridae).